# نیکولا مائو
نیکولا مائو (فرانسوی: Nicolas Mahut‎؛ زادهٔ ۲۱ ژانویهٔ ۱۹۸۲) یک تنیس‌باز اهل فرانسه است.